# 織田裕二
織田裕二（1967年12月13日—），日本男演員、歌手。出身于日本神奈川县川崎市。BAC CORPORATION所属。身高177cm、体重70kg。
小学至高中就讀私立學校桐蔭學園。初中1年级至高中1年级期间为学校网球部队员，曾立志成为职业运动员，后因膝部受伤而放弃。高中二年级时与同学组成乐队。高中畢業後就讀匹茲堡大學日本校，出道后中退。
1987年4月出演电影《湘南爆走族》出道。1990年間與吉田榮作、加勢大周合稱“平成御三家”。
1991的《東京愛情故事》令他開始走紅。
主演的多部剧集和电影引发强烈社会反响。另外他也演唱自己主演的電影及電視劇的主題曲。
代表作《跳躍大搜查線》系列大受歡迎，1998年的《大搜查線 THE MOVIE：灣岸署史上最惡的三日》票房收入達到101億日元。2003年的《大搜查線 THE MOVIE 2：封鎖彩虹橋》更是以173.5億日元的票房收入成為日本真人電影的票房紀錄保持者。
織田原本是左撇子，不過現在主要使用右手。
2010年8月16日结婚。聲稱妻子是比自己小12歲的非娛樂圈圈外女性。實則為藝人野田舞衣子，育有一子。

## 演出作品

### 電視劇
| 首播                   | 電視台     | 電視劇                                              | 飾演角色          |
| ---------------------- | ---------- | --------------------------------------------------- | ----------------- |
| 1987年10月 - 1988年3月 | 富士電視台 | 桃色学園都市宣言 河田工業高校電氣科                 |                   |
| 1987年10月 - 1988年4月 | 富士電視台 | プロゴルファー祈子                                  | 秋葉清            |
| 1988年5月3日           | NHK電視台  | 北の海峡                                            | 坂上康男          |
| 1988年6月27日、30日    | TBS電視台  | 涙日記                                              |                   |
| 1989年1月 - 3月        | 東京電視台 | 風雲!江戸の夜明                                     | 徳川家光          |
| 1989年1月              | NHK電視台  | 十九歲                                              | 初主演 村上大介   |
| 1989年7月 - 9月        | TBS電視台  | 摩登媽咪                                            | 水谷誠            |
| 1989年10月 - 1990年3月 | TBS電視台  | 邪魔してゴメン!                                     | 織田裕二          |
| 1989年12月 - 1990年3月 | 富士電視台 | あいつがトラブル                                    | 城野剛            |
| 1990年1月 - 3月        | TBS電視台  | 畢業                                                | 吉澤聰            |
| 1990年4月 - 7月        | TBS電視台  | 高校預備生                                          | 橘薫              |
| 1990年5月3日           | 富士電視台 | 世界奇妙物語 「櫃子」                               | 主演              |
| 1991年1月 - 3月        | 富士電視台 | 東京愛情故事                                        | 永尾完治          |
| 1993年2月12日          |            | 東京愛情故事 特別篇                                 |                   |
| 1991年7月26日          | 富士電視台 | 初恋の殺人者                                        | 齋木亮            |
| 1991年12月27日         | 富士電視台 | 実録犯罪史シリーズ 新説 三億円事件                  | 主演 大場誠       |
| 1992年4月 - 6月        | TBS電視台  | 尋找那天的我                                        | 主演 古賀森男     |
| 1993年1月 - 3月        | 富士電視台 | 回首又见他                                          | 主演 司馬江太郎   |
| 1993年7月 - 9月        | 富士電視台 | 相逢何必曾相識                                      | 芝木貢            |
| 1994年7月 - 9月        | 富士電視台 | 發達之路                                            | 主演 萩原健太郎   |
| 1995年10月 - 12月      | 富士電視台 | 正義必勝                                            | 主演 高岡淳平     |
| 1996年7月 - 9月        | TBS電視台  | 白晝之月                                            | 主演 富樫直樹     |
| 1997年1月 - 3月        | 富士電視台 | 跳躍大搜查線                                        | 主演 青島俊作     |
| 1997年12月30日         |            | 跳躍大搜查線 歲末特別警戒 Special                   |                   |
| 1998年6月19日          |            | 跳躍大搜查線 灣岸署婦警物語初夏之交通安全 Special   |                   |
| 1998年10月6日          |            | 跳躍大捜査線 秋季犯罪撲滅 Special                   |                   |
| 2012年9月1日           |            | 跳躍大搜查線 THE LAST TV 上班族刑警與最後的棘手事件 |                   |
| 1998年4月 - 7月        | 富士電視台 | 恋はあせらず                                        | 主演 喜屋武明     |
| 2001年1月 - 3月        | 富士電視台 | 火箭男孩                                            | 主演 小林晋平     |
| 2002年10月 - 12月      | TBS電視台  | 真夜中的雨                                          | 主演 都倉隆       |
| 2004年10月 - 12月      | 富士電視台 | 愛在聖誕節                                          | 主演 春木健次     |
| 2007年4月 - 6月        | TBS電視台  | 別開玩笑！                                          | 主演 高村圭太     |
| 2008年7月 - 9月        | 富士電視台 | 太陽與海的教室                                      | 主演 櫻井朔太郎   |
| 2011年1月 - 3月        | 富士電視台 | 外交官 黑田康作                                     | 主演 黒田康作     |
| 2013年7月 - 9月        | 富士電視台 | 嗨，我的爸爸！！                                    | 主演 新海元一     |
| 2014年6月28日          | 日本電視台 | 奇蹟的教室                                          | 主演 柳州二       |
| 2014年10月             | WOWOW      | 股價暴跌                                            | 主演 板東洋史     |
| 2016年10月 - 12月      | TBS電視台  | IQ246〜華麗事件簿〜                                 | 主演 法門寺沙羅驅 |
| 2018年1月              | WOWOW      | 監查役野崎修平                                      | 主演 野崎修平     |
| 2018年10月             | 富士電視台 | 無照律師                                            | 主演 甲斐正午     |
| 2020年1月19日          | WOWOW      | 頭取野崎修平                                        | 主演 野崎修平     |
| 2020年4月13日          | 富士電視台 | 無照律師2                                           | 主演 甲斐正午     |
| 2023年2月6日、13日     | NHK電視台  | ガラパゴス                                          | 主演 田川信一     |
| 2023年7月4日           | 朝日電視台 | 執行!!～狗和我和執行官～                            | 小原樹            |
| 2026年                 | WOWOW      | 北方謙三「水滸傳」                                  | 主演 宋江         |

### 電影
| 年份           | 製作公司               | 電影                                                   | 飾演角色                |
| -------------- | ---------------------- | ------------------------------------------------------ | ----------------------- |
| 1987年4月25日  | 東映                   | 湘南爆走族                                             | 石川晃 役               |
| 1987年         | 東映クラシックフィルム | 愛はクロスオーバー                                     | 河村ユウジ 役           |
| 1989年1月14日  | 東映                   | 将軍家光の乱心 激突                                    | 砥部左平次 役           |
| 1989年6月      | 東宝                   | 彼女が水着にきがえたら                                 | 吉岡文男 役             |
| 1990年12月15日 | 東映                   | BEST GUY                                               | 主演・梶谷英男 役       |
| 1991年8月31日  | 東宝                   | 波の数だけ抱きしめて                                   | 小杉正明 役             |
| 1991年6月22日  | 東宝                   | 就職戦線異状なし                                       | 主演・大原健雄 役       |
| 1992年11月7日  | 東宝                   | エンジェル 僕の歌は君の歌                              | 主演・大川竜彦 役       |
| 1993年9月4日   | 東宝                   | 卒業旅行 ニホンから来ました                            | 主演・三木靖男 役       |
| 1995年6月3日   | 東映                   | きけ、わだつみの声 Last Friends                        | 主演・勝村寛（少尉） 役 |
| 1998年10月31日 | 東宝                   | 踊る大捜査線 THE MOVIE                                 | 主演・青島俊作 役       |
| 2000年8月19日  | 東宝                   | ホワイトアウト                                         | 主演・富樫輝男 役       |
| 2003年1月11日  | 上影、富士台、東映     | T.R.Y.（军火）                                         | 主演・伊沢修 役         |
| 2003年7月19日  | 東宝                   | 踊る大捜査線 THE MOVIE 2 レインボーブリッジを封鎖せよ! | 主演・青島俊作 役       |
| 2006年2月25日  | 東宝                   | 県庁の星                                               | 主演・野村聡 役         |
| 2007年12月1日  | 東宝                   | 椿三十郎                                               | 主演・椿三十郎 役       |
| 2009年7月18日  | 東宝                   | アマルフィ 女神の報酬                                  | 主演・黒田康作 役       |
| 2010年7月3日   | 東宝                   | 踊る大捜査線 THE MOVIE3 ヤツらを解放せよ!              | 主演・青島俊作 役       |
| 2011年6月25日  | 東宝                   | アンダルシア 女神の報復                                | 主演・黒田康作 役       |
| 2012年9月7日   | 東宝                   | 踊る大捜査線 THE FINAL 新たなる希望                    | 主演・青島俊作 役       |
| 2016年11月5日  | 東宝                   | ボクの妻と結婚してください                             | 主演・三村修治 役       |

## 音樂
- 1991-02-06 歌えなかったラヴ・ソング
- 1991-06-21 現在、この瞬間から
- 1994-07-08 OVER THE TROUBLE
- 1997-01-29 Love Somebody
- 2004-11-03 Last Christmas/Wake Me Up GO!GO!
- 2007-07-25 All my treasures

## 得獎紀錄

### 電視劇
| 年份 | 大賞名稱         | 獎項       | 作品     |
| ---- | ---------------- | ---------- | -------- |
| 1994 | 第2回日劇學院賞  | 最佳男主角 | 發達之路 |
| 1996 | 第10回日劇學院賞 | 最佳男主角 | 白晝之月 |
| 1997 | 第12回日劇學院賞 | 最佳男主角 | 大搜查線 |

### 電影
| 年份 | 大賞名稱                     | 獎項             | 作品                     |
| ---- | ---------------------------- | ---------------- | ------------------------ |
| 2000 | 報知映画賞 2001 日本藍絲帶賞 | 最優秀主演男優賞 | WHITEOUT                 |
| 2000 | 日刊SPORTS映画大賞           | 石原裕次郎賞     | WHITEOUT                 |
| 2003 | 日刊SPORTS映画大賞           | 石原裕次郎賞     | 跳跃大捜査線 THE MOVIE 2 |
| 2003 | 第48屆亞太影展               | 最優秀主演男優賞 | T.R.Y.                   |
| 2004 |                              | 第23回 藤本賞    | 跳跃大捜査線 THE MOVIE 2 |

## 外部連結
- （日語）織田裕二官方網站
- 織田裕二在豆瓣上的资料（简体中文）
- 織田裕二在时光网上的簡介（简体中文）